# Колма (Верчели)
Колма је насеље у Италији у округу Верчели, региону Пијемонт.
Према процени из 2011. у насељу је живело 36 становника. Насеље се налази на надморској висини од 668 м.